# Эринна
Эринна (Ἤριννα) — древнегреческая поэтесса, родилась, как считается, на о. Телос, умерла 19-летней девушкой. Согласно одной версии, жила ок. 600 до н. э., и весьма продолжительное время неверно (как это ясно ныне) считалось, что она была современницей и подругой Сапфо. По другим сведениям («Хроника» Евсевия Кесарийского), была современницей Демосфена и жила в середине IV века до н. э. Известна написанной в 19-летнем возрасте гексаметрическая поэмой «Прялка» из 300 стихов — по сюжету оформленной как рабочая песня лирической героини, которая оплакивает умершую на чужбине подругу Бавкиду и вспоминает ряд эпизодов из их счастливого прошлого.
Из творческого наследия Эринны сохранилось всего около 50 поэтических строк. Её наиболее известное произведение «Прялка» (Ἠλακάτη), написанное на основе дорийского диалекта «используя эолийские — точнее, сапфические — и эпические элементы», состояло из 300 дактилических гекзаметров, из которых до нас дошло только три фрагмента в цитатах других авторов, всего около 20 строк. Александрийские поэты были очень высокого мнения об этой поэме и сравнивали её с «Илиадой» и «Одиссеей» Гомера.
«Триста её стихов равны Гомеру», «насколько Сапфо превосходит Эринну в мелосе, настолько Эринна превосходит Сапфо в гексаметрах», — приводятся В. В. Зельченко сравнения её поэтами, — они также противопоставляли её «малую песнь» многословным творениям своих современников.
В передаче её биографических сведений со слов тех же поэтов В. В. Зельченко (по его же характеристике — полулегендарной биографической традиции): «девушка-затворница, обреченная суровой матерью на труд за прялкой и ткацким станком, сложила свою прославленную поэму в девятнадцать лет и вскоре после этого умерла, так и не выйдя замуж».
В 1928 году был найден и опубликован папирус (PSI 1090) с 54 частично сохранившимися строками френоса по умершей незадолго до своей свадьбы Бавкиде, подруге детства Эринны. Сейчас папирус хранится в Библиотеке Медичи Лауренциана.
Кроме того, «Палатинская антология» (книги VI и VII) включает 3 эпиграммы, приписываемые Эринне, но, вероятно, созданы они были позднее.
Камилло Нери в работе, опубликованной на итальянском языке, основываясь на сохранившихся фрагментах и свидетельствах, реконструирует имя поэтессы как «Геринна» (Ἥριννα). Иногда её также называют «Эрина».